# 김창익
김창익(金昌益, 1958년 5월 17일~2008년 1월 29일)은 대한민국의 포크 록 음악 밴드 《산울림》의 구성원(드러머)이었던, 음악가 겸 사업가이자 기업인이었다.
서울에서 출생한 그는, 1977년 12월 8일(목요일 당시)에 데뷔했던 포크 록 음악 밴드 《산울림》에서 드러머로 활동하였고 같은 《산울림》의 멤버인 김창완과 김창훈의 친동생이기도 하다. 2008년 1월 29일 캐나다 밴쿠버에서 운전하던 지게차가 경사진 빙판길에서 미끄러지는 사고로 인하여 49세의 나이로 사망했다.
산울림에서의 김창익은 다양한 음악 활동을 하진 않았지만 4집 〈풋내기들의 합창〉과 9집 〈길엔 사람도 많네〉를 작곡했으며, 8집 〈돌아오려무나〉를 두 형들과 함께 공동으로 노래를 불렀다.

## 학력
- 성남고등학교 졸업
- 고려대학교 공과대학 기계공학과 학사[2]